# Lynn Cohen
Pour les articles homonymes, voir Cohen.
Lynn Cohen, née Kay le 10 août 1933 à Kansas City (Missouri, États-Unis) et morte le 14 février 2020 à New York dans l'État de New York (États-Unis), est une actrice américaine. 
Elle est principalement connue pour son rôle de Magda dans la série télévisée Sex and the City et ses adaptations au cinéma.

## Biographie

### Jeunesse
Lynn Harriette Kay est née le 10 août 1933 à Kansas City (Missouri, États-Unis).

### Carrière
Lynn Cohen commence sa carrière dans le film Meurtre mystérieux à Manhattan de Woody Allen.
En 2000, elle rejoint l'équipe de la série télévisée Sex and the City, sur HBO. Elle interprète le personnage de Magda, femme de ménage puis nourrice de Miranda Hobbes. Elle est aujourd'hui principalement connue pour ce rôle. Après l'arrêt de la série en 2004, elle retrouve ce personnage sur grand écran dans Sex and the City, le film (2008) puis Sex and the City 2 (2010).
Elle apparaît également à plusieurs reprises dans la série New York, police judiciaire et interprète Golda Meir dans Munich de Steven Spielberg. Elle a aussi interprété le personnage de Mags dans Hunger Games : L'Embrasement. 

## Filmographie

### Au cinéma
- 1983 : Avis de recherche (Without a Trace) de Stanley R. Jaffe
- 1993 : Meurtre mystérieux à Manhattan de Woody Allen : Lillian House
- 1994 : Vanya, 42e Rue de Louis Malle : Maman
- 1996 : Mariage ou Célibat (Walking and Talking), la mère d'Andrew
- 1996 : I Shot Andy Warhol, la concierge de l'Hôtel Earle
- 1996 : Everything Relative, Mrs. Kessler
- 1997 : My Divorce, la mère
- 1997 : Hurricane, Lucy
- 1997 : Harry dans tous ses états, la mère de Janet
- 1997 : Once We Were Strangers, Natasha
- 1998 : La girafe, la mère de David
- 1999 : Broadway, 39e rue, Silvano
- 2000 : Fast Food, Fast Women, Jesse
- 2000 : Ten Hundred Kings, Anne Shepard
- 2001 : The Jimmy Show, Ruth
- 2002 : Fishing, Ruthie
- 2003 : The Station Agent, Ruthie
- 2004 : Evergreen, grand-mère
- 2005 : Munich, Golda Meir
- 2006 : Delirious, Muffy Morrison
- 2006 : The Hottest State, la mère d'Harry
- 2006 : Invincible, Mrs. Spegnetti
- 2007 : Across the Universe, grand-mère Carrigan
- 2007 : Une histoire de famille, Trudy Epner
- 2007 : The Summoning of Everyman, docteur
- 2007 : La Vie devant ses yeux, sœur Béatrice
- 2008 : Eavesdrop, May
- 2008 : Manipulation, une femme
- 2008 : L'Œil du mal, Mrs. Wierzbowski
- 2008 : Sex and the City, le film, Magda
- 2008 : Synecdoche, New York, la mère de Caden
- 2009 : Everybody's Fine, la vieille dame dans le premier train
- 2009 : Little New York, Dr Leikovic
- 2010 : The Extra Man, Lois Huber
- 2010 : Hello Lonesome, Eleanor
- 2010 : The Kindergarten Shuffle, Lynn
- 2010 : A Little Help, Mrs. Cosolito
- 2010 : Sex and the City 2, Magda
- 2011 : Somewhere Tonight, Mrs. Pecorino
- 2012 : Art Machine, Roberta
- 2012 : Not Waving But Drowning, Sylvia
- 2012 : The Romance of Loneliness, Mina
- 2012 : Where Is Joel Baum?, Mrs. Stein
- 2013 : Bottled Up, Gladys
- 2013 : Hunger Games : L'Embrasement, Mags
- 2014 : They Came Together, Bubby
- 2019 : Brooklyn Secret d'Isabel Sandoval, Olga
- 2020 : The Vigil de Keith Thomas, Mrs. Litvak

### Courts-métrages
- 2004 : Last Call, Betsy
- 2005 : While the Widow Is Away, la veuve
- 2005 : The Last Days of Leni Riefenstahl, Leni Riefenstahl
- 2007 : Ablution, Esther
- 2009 : Open Air, Dreena
- 2011 : Awake, Ara plus âgée
- 2012 : 37, Florel Bernstein
- 2013 : Floating Sunflowers, une vieille dame
- 2013 : Open Spaces, Kate

### À la télévision
- 1993-2006 : New York, police judiciaire, juge Elizabeth Mizener (13 épisodes)
- 1997 : New York Police Blues, Margaret McClurg (1 épisode)
- 1998 : Un pasteur d'enfer, Mrs. Dunn (1 épisode)
- 2000-2004 : Sex and the City : Magda (saisons 3 à 6)
- 2001 : New York, section criminelle : Mina Cohen (saison 1, épisode 2)
- 2003 : New York, unité spéciale : professeur d'art (saison 5, épisode 1)
- 2005 : New York, section criminelle : Anna Ansel (saison 5, épisode 8)
- 2007 : Des jours et des vies, Ms. Ashwell (1 épisode)
- 2009-2012 : Damages, Stefania McKee (3 épisodes)
- 2009-2012 : Nurse Jackie, Mrs. Zimberger puis Mrs. Zimberg (2 épisodes)
- 2010 : New York, unité spéciale : Rosa Donetti (saison 11, épisode 20)